# Шамбри (Ен)
Шамбри (фр. Chambry) насеље је и општина у североисточној Француској у региону Пикардија, у департману Ен (Пикардија) која припада префектури Лаон.
По подацима из 2011. године у општини је живело 735 становника, а густина насељености је износила 82,68 становника/km². Општина се простире на површини од 8,89 km². Налази се на средњој надморској висини од 80 метара (максималној 96 m, а минималној 67 m).

## Демографија
| 1962. | 1968. | 1975. | 1982. | 1990. | 1999. | 2011. |
| ----- | ----- | ----- | ----- | ----- | ----- | ----- |
| 397   | 406   | 534   | 749   | 709   | 785   | 735   |

График промене броја становника у току последњих година